# Marcia Jean Kurtz
Marcia Jean Kurtz (The Bronx (New York) - 11 februari 1942) is een Amerikaanse televisie/theateractrice.

## Carrière
Kurtz begon in 1968 met acteren voor televisie met de televisieserie N.Y.P.D.. Hierna heeft zij nog meerdere rollen gespeeld in televisieseries en films zoals The Panic in Needle Park (1971), Dog Day Afternoon (1975), Once Upon a Time in America (1984), Center Stage (2000), 100 Centre Street (2001-2002), Law & Order (1990-2004), In Her Shoes (2005) en Black Swan (2010).

## Filmografie

### Films
- 2022 The Good Nurse - als Jackie
- 2022 Armageddon Time - als gids
- 2018 If Beale Street Could Talk - als Italiaanse winkeleigenaresse
- 2017 Mother! - als dief
- 2013 Ass Backwards – als Barb
- 2011 Tower Heist – als Rose
- 2011 Downtown Express – als vrouw op metrostation
- 2010 Black Swan – als Georgina
- 2009 Big Fan – als moeder van Paul
- 2008 Miracle at St. Anna – als klant op postkantoor
- 2008 The Wrestler – als receptioniste
- 2008 Recount – als Carol Roberts
- 2008 The Marconi Bros. – als mrs. Marconi
- 2007 Before the Devil Knows You're Dead – als receptioniste van ziekenhuis
- 2007 Arraged – als schoolhoofd Jacoby
- 2006 Inside Man – als Miriam Douglas
- 2006 Find Me Guilty – als Sara Stiles
- 2005 In Her Shoes – als mrs. Stein
- 2004 From Other Worlds – als moeder van Brian
- 2002 Book of Danny – als Fritzi
- 2000 The Day the Ponies Come Back – als Thelma
- 2000 Requiem for a Dream – als Rae
- 2000 Center Stage – als moeder van Emily
- 1998 One True Thing – als Marcia
- 1998 Meschugge – als Rita Teichmann
- 1996 Night Falls on Manhattan – als Eileen
- 1988 Running on Empty – als schoolmedewerkster
- 1984 Once Upon a Time in America – als moeder van Max
- 1984 Concealed Enemies – als Esther Chambers
- 1983 Cold Feat – als psychiater
- 1976 Nomadic Lives – als Gretchen
- 1976 Pleasantville – als Jo
- 1975 Dog Day Afternoon – als Miriam
- 1974 Death Wish – als vrouw op vliegveld
- 1973 Mr. Inside/Mr. Outside – als Renee Isaacs
- 1972 The Stoolie – als Sheila Morrison
- 1971 Believe in Me – als verpleegster
- 1971 Born to Win – als Marlene
- 1971 Cry Uncle – als Russische vrouw
- 1971 The Panic in Needle Park – als Marcie

### Televisieseries
Uitgezonderd eenmalige gastrollen.
- 1990 – 2004 Law & Order – als Carla Lowenstein – 2 afl.
- 2001 – 2002 100 Centre Street – als ?? – 9 afl.

## Theaterwerk
- 2006 The People Next Door – als mrs. Mac
- 2001 Everett Beekin – als ma
- 2000 Taller Than a Dwarf – als mrs. Shaw
- 1990 When She Danced – als mrs. Belzer – Obie Award nominatie
- 1989 The Loman Family Picnic – als Doris - Obie Award gewonnen
- 1986 Execution of Justice – als Barbara Taylor / Carol Ruth / Silver / dr. Solomon
- 1970 The Chines and Dr. Fish – als Pu Ping Chow

- Gemeinsame Normdatei: 1061418898
- International Standard Name Identifier: 0000 0000 7947 8509
- Library of Congress Control Number: no2010081155
- Virtual International Authority File: 121239617
- WorldCat: E39PBJgt7Dqpdhtb9KPpwT9FKd